# آرتاشس آراکلیان
آرتاشس آراکلیان (ارمنی: Արտաշես Առաքելյան؛ زاده ۱۹۰۹ – درگذشته ۱۹۹۳) اقتصاددان اهل ارمنستان و از سال ۱۹۶۰ عضو فرهنگستان ملی علوم ارمنستان بود.

## زندگی‌نامه
در ۱۹۰۹ در شوشی به دنیا آمد. از فارغ‌التحصیل شد. آراکلیان ریاست بخش برنامه‌ریزی منطقه‌ای ناگورنو قره‌باغ را بر عهده داشت و همچنین به عنوان محقق در موسسه اقتصادی مسکو فعالیت می کرد. سپس سمت ریاست موسسه اقتصادی فرهنگستان ملی علوم ارمنستان را برعهده گرفت. وی تحقیقات بیشماری را تالیف کرده‌است. آراکلیان به عنوان اقتصاددان شهرت بین‌المللی دارد. وی در ۱۹۹۳ در سن سالگی در مسکو درگذشت.